# 2040
Cette page concerne l'année 2040  du calendrier grégorien.
L'année 2040 est une année bissextile qui commence un dimanche.
C'est la 2040e année de notre ère, la 40e année du IIIe millénaire et du XXIe siècle et la première année de la décennie 2040-2049.

## Autres calendriers
L'année 2040 du calendrier grégorien correspond aux dates suivantes :
- Calendrier berbère : 2989 / 2990
- Calendrier hébraïque : 5800 / 5801
- Calendrier indien : 1961 / 1962
- Calendrier musulman : 1461 / 1462
- Calendrier persan : 1418 / 1419

## Événements prévus
- Fin en France ou à Paris de la mise sur le marché de véhicules thermiques émetteurs de gaz à effet de serre, ce qui, selon l'OPECST en 2019, s'avèrera coûteux et difficile dans le contexte de la suppression de l'écotaxe[1]